# Jerry Tuwai

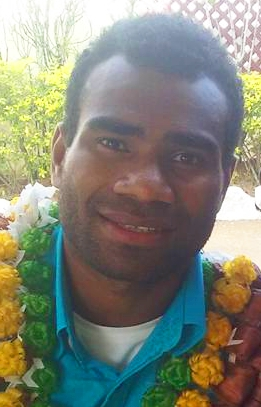
Jerry Tuwai (2016)

Seremaia „Jerry“ Tuwai Vunisa (* 23. März 1989 in Nasinu, Fidschi) ist ein fidschianischer Rugbyspieler, der 2016 und 2021 Olympiasieger sowie 2024 Olympiazweiter im Siebener-Rugby war.

## Karriere
Jerry Tuwai spielt seit 2014 in der fidschianischen Nationalmannschaft. 2016 bei der olympischen Premiere des Siebener-Rugby kam er in jedem Spiel zum Einsatz. Seinen ersten olympischen Versuch legte er im Viertelfinale gegen Neuseeland, als er in der zweiten Minute der zweiten Halbzeit den Spielstand von 5:7 auf 10:7 drehte. Im Halbfinale legte er den letzten Versuch gegen Japan zum 20:5-Endstand. Im Finale gegen die Briten legte Tuwai den zweiten Versuch. Die Fidschianer siegten mit 43:7 und gewannen die erste olympische Goldmedaille für Fidschi überhaupt.
2018 erreichte die Mannschaft Fidschis das Finale bei den Commonwealth Games im australischen Gold Coast. Die Neuseeländer gewannen das Finale mit 14:0. 2019 wurde Jerry Tuwai als World-Rugby-Spieler des Jahres im Siebener-Rugby ausgezeichnet.
Bei den im Juli 2021 ausgetragenen Olympischen Spielen in Tokio war Jerry Tuwai der einzige Olympiasieger von 2016, der noch im fidschianischen Aufgebot stand. Wie fünf Jahre zuvor erzielte er im Viertelfinale seine ersten Versuche, zwei beim 19:0 gegen Australien. Weitere Versuche gelangen ihm im Turnierverlauf nicht. Im Halbfinale besiegten die Fidschianer die argentinische Mannschaft mit 26:14. Im Finale gewannen sie mit 27:12 gegen Neuseeland. Damit erhielt die fidschianische Mannschaft die zweite Goldmedaille in der olympischen Geschichte und Mannschaftskapitän Tuwai war der erste Fidschianer sowie der erste Siebener-Rugby-Spieler mit zwei olympischen Goldmedaillen.
Drei Jahre später war Tuwai auch bei den Olympischen Spielen in Paris Kapitän seiner Mannschaft. Zum dritten Mal erreichte die Auswahl von Fidschi das Finale, unterlag aber dann gegen Frankreich.